# Scheibenfibel von Maschen
Koordinaten: 53° 23′ 7,4″ N, 10° 1′ 36,8″ O
Die Scheibenfibel von Maschen ist eine Scheibenfibel des frühen Mittelalters, die 1958 bei der Ausgrabungen eines spätsächsischen Gräberfelds bei Maschen, im niedersächsischen Landkreis Harburg gefunden wurde. Die Fibel zeigt auf ihrer Schauseite einen nicht näher identifizierbaren Heiligen mit Heiligenschein und war einer Frau während der beginnenden Christianisierung Norddeutschlands beigegeben worden. Sie wird in der archäologischen Dauerausstellung des Archäologischen Museums Hamburg in Hamburg-Harburg gezeigt.

## Fundgeschichte
Das Gräberfeld von Maschen lag am westlichen Ausläufer der Hallonen, einem etwa 63 m hohen Höhenzug, der mit dem 23 m hohen Fuchsberg 1200 m südöstlich des Maschener Ortskerns ausläuft. Auf dem Fuchsberg wurden 1958 beim Abbau von Sand für den Bau der Bundesautobahn 1 zwei bronzezeitliche Grabhügel entdeckt. Die anschließenden Ausgrabungen ergaben, dass beide Grabhügel bis auf den gewachsenen Boden gestört waren und bis auf ein paar Gefäßscherben und ein Rasiermesser aus mehreren Nachbestattungen an dem Hügel keine weiteren Funde erbrachten. 20 m nördlich des Grabhügels wurden beim Abschieben der Humusschicht die ersten Körpergräber des spätsächsischen Gräberfeldes erkennbar. Zudem wurden 80 m östlich an einer Abgrabungskante ebenfalls Bodenverfärbungen sichtbar, die auf Grabgruben hinweise. Bei der eingeleiteten dreiwöchigen Rettungsgrabung gelang in Maschen erstmals die vollständige Freilegung eines spätsächsischen Gräberfeldes in Norddeutschland mit 210 untersuchten Gräbern. Davon waren 21 in Süd-Nord-Ausrichtung und 189 in West-Ost-Ausrichtung angelegt. Die Scheibenfibel von Maschen wurde in dem Grab Nr. 54, einer wohlhabenden Frauenbestattung gefunden.

## Befund
Die Scheibenfibel von Maschen lag mit der Schauseite auf dem Brustkorb der Toten. Die Fibel hat einen Durchmesser von 30 mm und ist in verschiedenfarbigen Emaille in Gruben- und Zellenschmelztechnik auf einem Kupferträger hergestellt worden. Der kupferne Unterbau der Fibel ist dosenförmig, darin wurde die emaillierte Platte auf einer Unterlage aus Lehm eingelegt und durch umbördelen der überstehenden Ränder fixiert. Der Nadelapparat der Fibel ist nicht erhalten, die erhaltenen Scharniere zeigen an, dass es sich um eine Nadel mit Spiralfeder handelte. Die Metallteile und die Emaileinlagen sind leicht verwittert. Eine radiologische Untersuchung ergab, dass die Emailauflage eine Stärke von 0,4 mm hat. Die Schauseite der Fibel wird von einem stark stilisierten Brustportrait auf einem jetzt roten Hintergrund geziert. Gesicht und Hals bestehen aus jetzt grünlich weißem Email. Die Augen und Nasenregion wird durch einen geschwungenen Steg aus Kupfer gebildet, die in Schlaufen als stilisierte Augen auslaufen. Um den Kopf ist eine Art Nimbus aus weißlich bis hellblauem Email dargestellt. Der Oberkörper ist halbellipsenförmig und durch zwei vom Hals in weitem Bogen in Richtung Schultern laufende Kupferstege, die an den Schultern ebenfalls in Schlaufen enden und gliedert. Die Region um den Kragen der Figur besteht aus jetzt hellblau bis türkisem Email, die Brustregion unterhalb der Kupferstege besteht aus jetzt dunkelblauem Email.

## Deutung und Bedeutung

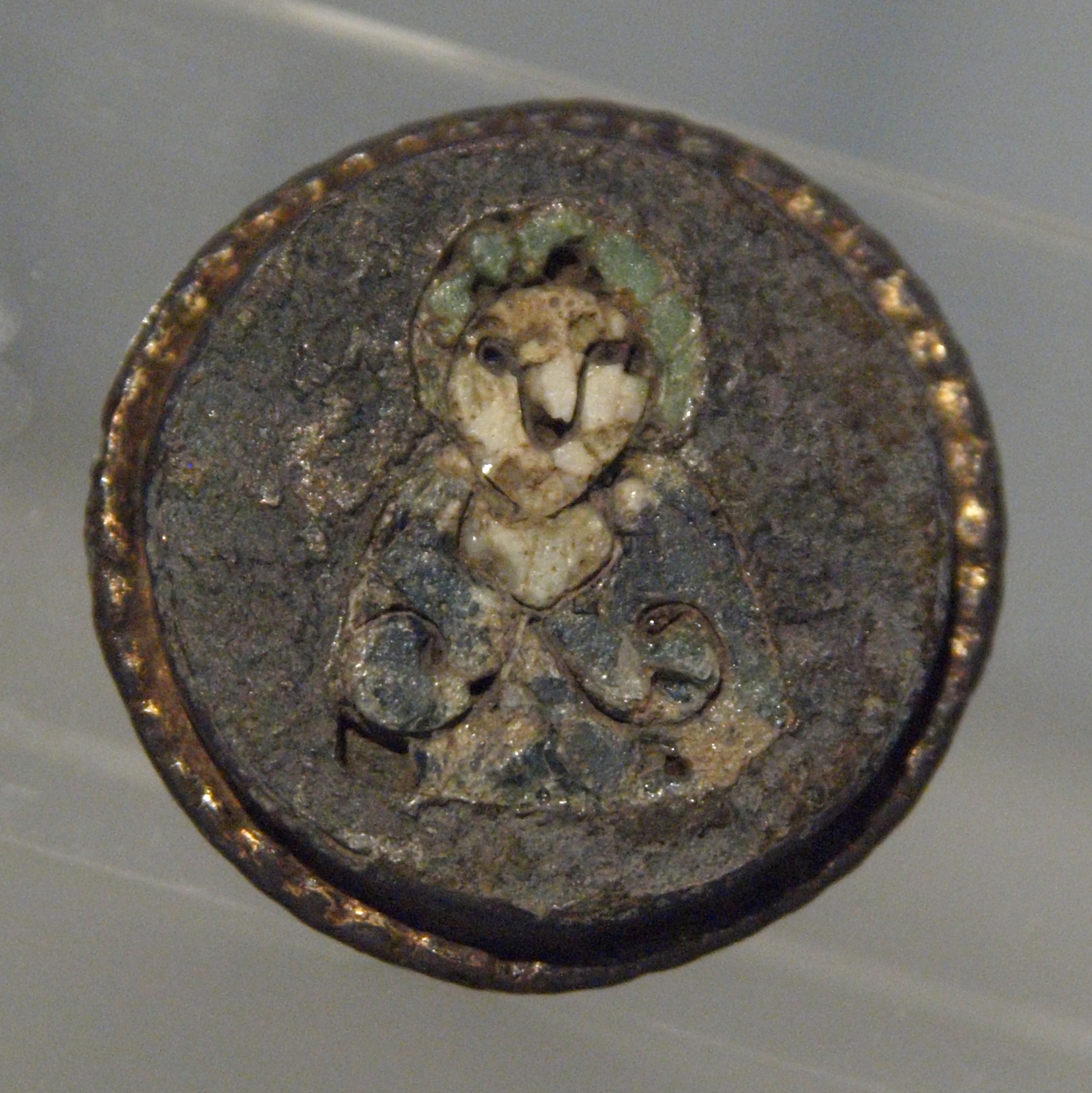
Der Vergleichsfund der Scheibenfibel von Todtglüsingen

Die Figur auf der Scheibenfibel von Maschen wird, aufgrund der nimbusähnlichen Verzierung um den Kopf, als ein nicht näher identifizierbarer Heiliger gedeutet, möglicherweise verkörpert die Figur auch Jesus Christus selbst. Die Beigabe der Fibel deutet an, dass die Bestattete eine frühe Christin war, die sich von der auf der Fibel dargestellten Figur eine heilbringende Wirkung versprach, da die Fibel mit der Bildseite auf ihrem Brustkorb vorgefunden wurde. Die Datierung des Grabes erfolgte aufgrund der geographischen Ausrichtung des Grabes und dessen Lage im Gräberfeld in die Zeit zwischen 800 und 900 n. Chr. Zu der Scheibenfibel aus Maschen sind bisher etwa 100 Vergleichsfunde bekannt, die bisher jedoch allesamt aus Streu- oder Lesefunden stammten und keinem Grab zugeordnet werden konnten, was eine genauere Datierung dieses Fibeltypus bisher erschwerte. Ende 2012 wurde ein weiteres, weitgehend identisches, Vergleichsstück auf einem Baugrundstück im Tostedter Ortsteil Todtglüsingen gefunden. Die Werkstatt oder Werkstätten dieser sogenannten Heiligenfibeln werden im niederrheinischen Gebiet vermutet und die auffällige Häufung der Funde im Niederelberaum lassen darauf schließen, dass sie sich hier einer besonderen Beliebtheit erfreuten.